# Atya lanipes
Atya lanipes е вид ракообразно от семейство Atyidae. Видът не е застрашен от изчезване.

## Разпространение
Разпространен е в Американски Вирджински острови, Доминиканска република, Куба, Пуерто Рико и Ямайка.